# Nikolaï Chtchors
Pour les articles homonymes, voir Chtchors.
Nikolaï Aleksandrovitch Chtchors (en russe : Никола́й Алекса́ндрович Щорс; ukrainien : Микола Олександрович Щорс), né le 6 juin 1895 à Snovsk et mort le 30 août 1919 à Bilochytsi (Gouvernement de Volhynie), est un ancien officier de l'Armée impériale russe, passé ensuite dans l'Armée rouge  et devenu commandant lors de la Guerre civile russe. Il avait adhéré au PCUS depuis 1918.
Il n'est pas vraiment connu de son vivant. Un article de la Pravda du 23 février 1935 parle de ses faits militaires pour la première fois en les amplifiant. En février 1935, Joseph Staline , en remettant l'ordre de Lénine au cinéaste Alexandre Dovjenko, suggère à ce dernier de créer un film mettant en scène un militaire ukrainien , équivalent du Russe Vassili Tchapaïev, en évoquant le nom de Nikolaï Chtchors. Dans les mois qui suivent les périodiques comme la Pravda, Izvestia et Krasnaïa Zvezda continuent de lui forger une réputation de grande figure de la Guerre civile. Le film de Dovjenko sort en 1939, avec Evgueni Samoïlov dans le rôle titre,. Plus tard, on écrit plusieurs livres, des chansons et même un opéra le glorifiant. On donne son nom à  des écoles, des rues, des villages et même une ville. En 1936, Matveï Blanter (musique) et Mikhaïl Golodny (paroles) écrivent la très populaire Pesnia o Chtchorse [Chanson sur Chtchors],.

## Biographie
Pendant la Première Guerre mondiale, il sert dans le service de santé, car il avait fait des études de médecine. Il est blessé puis retourne sur le front et devient sous-lieutenant avant d'être réformé pour maladie en décembre 1917.
Par la décision du Comité central révolutionnaire militaire-ukrainien (VTSVRK) du 22 septembre 1918, Nikolaï Chtchors est nommé commandant du régiment révolutionnaire ukrainien du nom de camarade Bogoun, puis au mois d'octobre de la même année - commandant de la 2e brigade des régiments Bogounski et Tarachtchanski de la 1re division soviétique d'Ukraine, qui dans des batailles avec l'armée de la République populaire ukrainienne occupe Tchernihiv, Kiev et Fastiv.
Après la prise de Kiev le 5 février 1919, Chtchors est nommé commandant militaire de Kiev et, sur décision du gouvernement provisoire des travailleurs et paysans de l'Ukraine, il reçoit une arme d'or.
Le 15 août 1919, lors de la réorganisation des divisions soviétiques ukrainiennes en unités et formations régulières de l'Armée rouge unifiée, la première division soviétique ukrainienne, commandée par Nikolaï Chtchors,  fusionne avec la 3e division frontalière sous le commandement de Ivan Doubovoï (en), devenant ainsi  la 44e division d'infanterie de l'Armée rouge composée en tout de quatre brigades. Le 21 août, Nikolaï Chtchors est nommé commandant de cette formation, alors qu'Ivan Doubovoï y devient le commandant adjoint.
Le 30 août 1919, lors de la bataille avec la 7e brigade du 2e corps de l'Armée ukrainienne de Galicie près du village de Bilochysi (maintenant district de Korosten de la région de Jytomyr, Ukraine), Nikolaï Chtchors est tué dans des circonstances obscures.
Son corps est transporté à Samara et inhumé au cimetière de Tous-les-Saints (cimetière fermé en 1926). En 1949, ses restes ont été exhumés et réenterrés au cimetière de la ville de Kouïbychev, c’est-à-dire Samara.

## Hommages
- Chanson de Chtchors, chanson de 1936 ;
- Chtchors, film de 1939.